# Edesio Alejandro
Edesio Alejandro Rodríguez Salva (* 28. März 1958 in Havanna; † 5. März 2025 in Alcalá de Henares, Spanien) war ein kubanischer Musiker und Komponist für elektronische Musik. Er schrieb Musik für Film und Fernsehen sowie für Theaterstücke. Seine beiden Vornamen, Edesio Alejandro, dienten ihm als Künstlername.

## Leben und Wirken
Edesio Alejandro studierte in den 1970er Jahren Musiktheorie, verschiedene Instrumente wie Gitarre und Piano sowie Gesang, was ihm seine spätere musikalische Entwicklung ermöglichte. Er komponierte über 50 Filmmusikstücke und arbeitete mit bekannten kubanischen Regisseuren wie Fernando Pérez zusammen. Er war bekannt dafür, verschiedene Musik-Genres wie elektronische Musik und Rock zu fusionieren. Außerdem komponierte er vor allem experimentelle Stücke für Solisten und Orchester, indem er Synthesizer in Sinfonien integrierte oder Schauspieler, Tänzer und Musiker zu neuen Formaten vermischte. 1987 brachte er gemeinsam mit Chely Lima und Alberto Serret Violente, die erste lateinamerikanische Rockoper, heraus, für die er die Musik komponierte.
1988 gründete er die Band Epónima, deren Sound traditionelle kubanische Musik wie Rumba oder Conga mit internationalen Genres wie Rap, Funk, Soul oder Hip-Hop fusionierte. Mit ihr realisierte er internationale Touren, und ihre Platten feierten in den Charts in Europa und bei MTV Erfolge. 2010 wurde er für den Grammy Latino und ein Jahr später für den amerikanischen Grammy nominiert.
2013 wurde er Mitglied der Academia de las Artes y las Ciencias Cinematográficas de España. Außerdem war er Mitglied der Academy of Motion Picture Arts and Sciences von Hollywood. 2021 zog Alejandro, der auch die spanische Staatsbürgerschaft besaß, nach Spanien, da eine adäquate Behandlung seines Prostatakrebsleidens in Kuba nicht möglich war. Er ließ sich mit seiner Frau in Alcalá de Henares, nahe Madrid, nieder, wo er am 5. März 2025 kurz vor seinem 67. Geburtstag starb.

## Filmografie
1983
- El desastre del Barcástegui. (Dok.).

1987
- Clandestinos. Regie Fernando Pérez.

1988
- Una más entre ellos. (Dok.). Regie Rebeca Chávez.
- Entre leyendas. (Dok.). Regie Rebeca Chávez.
- Octubre del 67. (Dok.). Regie Rebeca Chávez.
- El desayuno más caro del mundo. (Dok.). Regie Gerardo Chijona.

1989
- Dribleando. (Anim.). Regie Mario García-Montes.
- El caballito de los dos nombres. (Anim.). Regie Mario García-Montes.
- El alfabeto. (Anim.). Regie Tulio Raggi.
- Dibújame un cordero. (Dok.).
- La vida en rosa. (mit Manuel Eugenio). Regie Rolando Díaz.

1990
- Detrás del espejo.
- El hombre y su aventura. (Dok.).
- Caravana. Regie Rogelio París und Julio C. Rodríguez.
- Hello Hemingway. Regie Fernando Pérez.
- La crin de Venus. Regie Diego Rodríguez Arché.

1991
- Adorables mentiras. Regie Gerardo Chijona.
- El amor se acaba.

1992
- El triángulo. Regie Rebeca Chávez.
- La bobocracia. (Anim.). Regie Elisa Rivas.

1993
- Sosa Bravo en dos tiempos. (Dok.).
- Solo nosotros los dinosaurios.
- El largo viaje de Rústico. (Dok.). Regie Rolando Díaz.

1994
- Madagascar. Regie Fernando Pérez.

1995
- De Fresa y Chocolate a Guantanamera. (Dok.). Regie Rebeca Chávez.
- Del otro lado del cristal. (Dok.). Regie Guillermo Centeno.

1996
- Blue Moon. Regie Fernando Timossi D.
- El Sardinas. Regie Manuel A. Rodríguez.

1997
- Kleines Tropikana. Regie Daniel Díaz.
- Historia en África. (Dok.). Regie Rebeca Chávez.
- Patinando La Habana. (Dok.). Regie Jorge Luis Sánchez.

1998
- La vida es silbar. Regie Fernando Pérez.

1999
- Como los dioses. (Dok.). Regie Lázaro Buría.

2000
- Hacerse el sueco. (mit Gerardo García). Regie Daniel Díaz.
- Algo más que el mar de una esperanza. (Dok.). Regie Francisco Andino.

2001
- Nada. Regie Juan Carlos Cremata.

2002
- Suite Habana. Regie Fernando Pérez.

2003
- Viviendo al límite. (Dok.). Regie Belkis Vega.
- Perfecto amor equivocado. Regie Gerardo Chijona.

2004
- Bailando Cha Cha Cha. (mit Ernesto Cisneros). Regie Manuel Herrera.
- Tres veces dos. (Cuento: Lila). Regie Lester Hamlet.

2005
- Un Rey en La Habana. Regie Alexis Valdés.

2007
- Madrigal. Regie Fernando Pérez.

2008
- Kangamba.Regie Rogelio Paris.

2009
- Marti el ojo del canariol. Regie Fernando Pérez.

2010
- Boleto al paraiso. Regie Gerardo Chijona.